# بيلا (بيلا)
بيلا (Πέλλα) هي مدينة في مقاطعة فوريا إلادا في اليونان.
يبلغ عدد سكانها حوالي 2414 نسمة و هي المدينة التي ولد فيها الاسكندر الاكبر سنة 356ق.م